# Dynín (nádraží)
Dynín je železniční stanice severozápadně od obce Dynín v okrese České Budějovice v Jihočeském kraji nedaleko Dubenského rybníka. Leží na dvoukolejné elektrizované železniční trati Praha – České Budějovice (25 kV, 50 Hz AC).

## Historie
Železniční stanici dle typizovaného stavebního vzoru vybudovala soukromá společnost Dráha císaře Františka Josefa (KFJB) na odbočné trati otevřené 8. června 1874 z Veselí nad Lužnicí do Českých Budějovic. Dráha propojovala dvě trasy KFJB: spojení Vídně a Prahy z Veselí nad Lužnicí do Českých Budějovic přes České Velenice (zprovozněno roku 1871) a dráhu spojující Vídeň přes České Budějovice s Plzní z roku 1868, roku 1872 prodloužené až do Chebu na hranici Německa.
Po zestátnění KFJB v roce 1884 pak obsluhovala stanici jedna společnost, Císařsko-královské státní dráhy (kkStB), po roce 1918 pak správu přebraly Československé státní dráhy. Ve 2. polovině 20. století byla přistavěna nová staniční budova lépe vyhovující požadavkům osobní dopravy, která byla v rámci modernizace zbourána a nahrazena novou třetí výpravní budovou.
Koncem 70. let 20. století byla do stanice dovedena elektrická napájecí soustava.

## Popis
Ve stanici se před modernizací nacházela tři nekrytá jednostranná úrovňová nástupiště, k příchodům k vlakům sloužily přechody přes koleje. Stanicí prochází Čtvrtý železniční koridor, vede tudy dvoukolejná trať. Roku 2018 začala rekonstrukce a úprava dle parametrů koridorové stanice: byla přidána druhá traťová kolej ve veselském směru, byla zvýšena průjezdová rychlost stanicí na 160 km/h, nástupiště ve stanici byla zlikvidována a nahrazena zastávkou Dynín zastávka, která se nachází na ševětínském zhlaví stanice.